# 克劳德·西蒙
克劳德·西蒙（1913年10月10日—2005年7月6日），法国作家，1985年诺贝尔文学奖得主。代表作及成名作《佛蘭德公路》。
1913年10月10日，西蒙生于当时的法国殖民地马达加斯加首府塔那那利佛。四岁时父亲在第一次世界大战中阵亡，他随母亲去法国东比利牛斯省的佩皮尼昂。在那上了小学，随后就读于巴黎著名的斯塔尼斯拉斯中学，并曾随著名的法国立体派画家安德烈·洛特学画。毕业后赴英国去牛津大学和剑桥大学攻读哲学和数学。

## 作品
詩
- 《作弊的人》—1945年出版，作家的處女作。
- 《草》
- 《豪華大旅館》
- 《分離》
- 《歷史》
- 《雙目失明的奧利翁》的系列傑作：《導體》、《三折書》、《農事詩》。

小說
- 《鋼絲繩》
- 《居利韋爾》
- 《春天的祭禮》
- 《風》
- 《佛蘭德公路》

散文
- 《女人們》

## 作品的中譯
- 李映荻/譯，《豪華大旅館》，台北：志文出版社，1986年。
- 林秀清/譯，《弗蘭德公路‧農事詩》，北京：漓江出版社，2001年。